# لوتزارا
لوتزارا (به ایتالیایی: Luzzara) یک کومونه در ایتالیا است که در استان رجو امیلیا واقع شده‌است.

## خصوصیات
لوتزارا ۳۹ کیلومترمربع مساحت و ۹٬۲۳۲ نفر جمعیت دارد و ۱۵ متر بالاتر از سطح دریا واقع شده‌است.